# MSNBC
MSNBC je americký zpravodajský placený televizní kanál, vlastněný společností NBCUniversal, konkrétně její divizí NBCUniversal News Group. Ve svém vysílání poskytuje relace převzaté od NBC News, ale i vlastní reportáže a politické komentáře současných témat.
MSNBC a její webové stránky byly založeny roku 1996 ve spolupráci společností Microsoft a NBC (divize General Electric), z jejichž jmen vzniklo zkratkou i jméno této televizní sítě. Nicméně, msnbc.com a MSNBC si vytvořily oddělené korporátní struktury a zpravodajský provoz, přestože sdílely jméno. msnbc.com mělo sídlo v sídle Microsoftu v Redmondu ve státě Washington, zatímco MSNBC bylo provozováno v sídle NBC v New York City. Microsoft se zbavil svého podílu v televizním kanále MSNBC v roce 2005, a podílu s msnbc.com v červenci 2012. Televizní zpravodajství bylo přejmenováno na NBCNews.com a web msnbc.com byl změněn na internetovou (online) verzi televizního kanálu.
Koncem léta 2015 se MSNBC rozhodlo své pořady zaměřit jinak, téměř v protikladu k předchozím letem. MSNBC spojilo své zpravodajské zdroje s mateřskou NBC News. Živé denní vysílání MSNBC Live bylo rozšířeno na více než 8 hodin denně. Prezidentem a provozním ředitelem MSNBC byl jmenován Phil Griffin. 29. června 2015 pak MSNBC zahájilo HD vysílání na 1080i.
K září 2018 pokrývalo vysílání MSNBC zhruba 87 milionů domácností ve Spojených státech (neboli 90,7 % všech předplatitelů televizních kanálů). V roce 2019 bylo MSNBC druhé mezi základními kabelovými sítěmi, s průměrnou sledovaností 1,8 milionu diváků, hned za konkurenční Fox News.